# Neunstetten (Bayern)

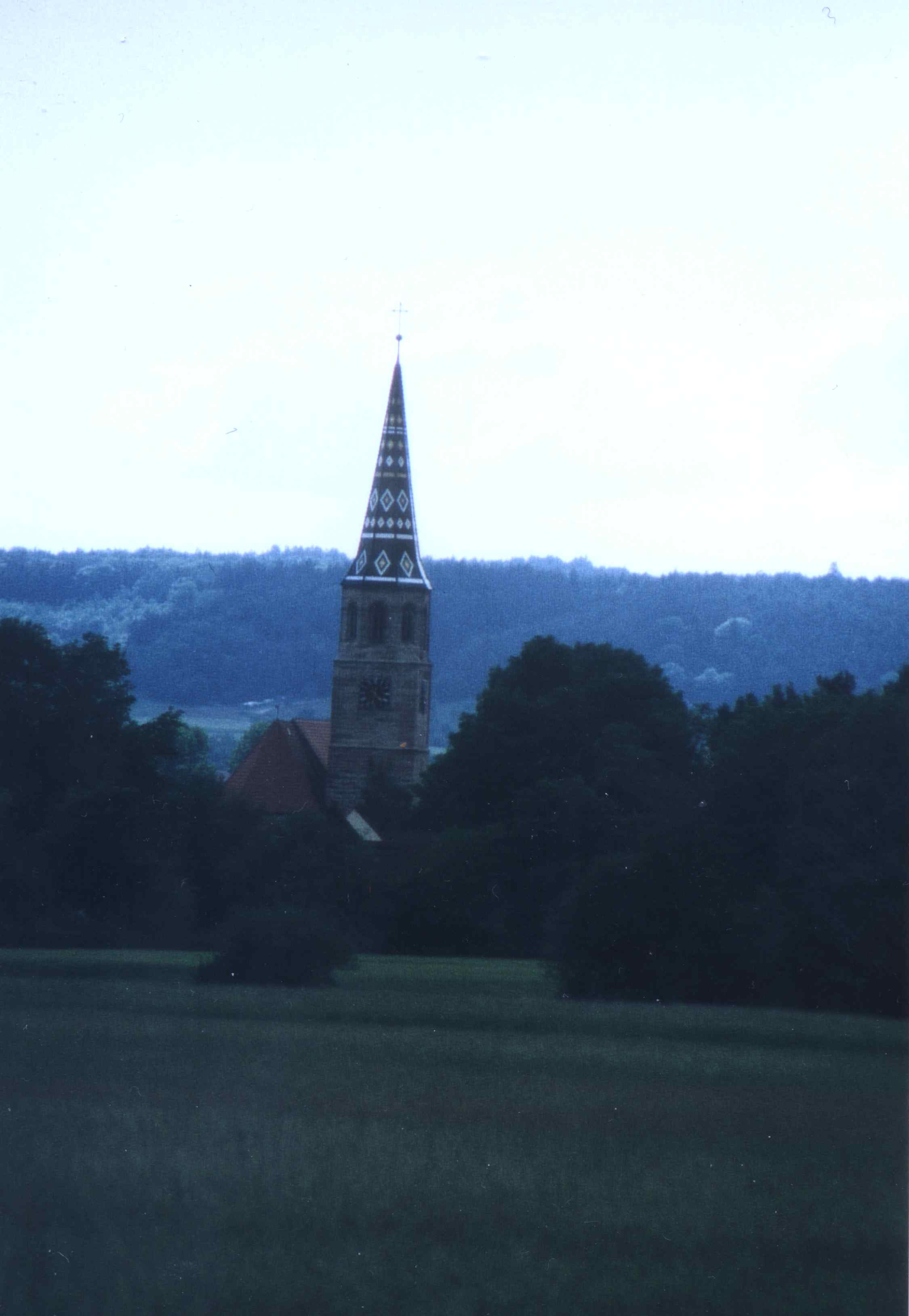
Turla bisericii St. Vitus

 Neunstetten este o localitate care aparține de orașul Herrieden, districtul „Ansbach”, Mittelfranken, Bavaria.

## Date geografice
Localitatea este amplasată între Ansbach și Feuchtwangen la altitudinea de 423 m deasupra n.m. pe cursul superior al lui Altmühl.
Coordonate: 49° 15' 41" N, 10° 27' 29" O